# Dana Carvey
Dana Thomas Carvey, född 2 juni 1955 i Missoula, Montana, är en amerikansk komiker och skådespelare. 
Carvey föddes i bergsstaten Montana men flyttade som tvååring till Kalifornien där han växte upp i San Carlos utanför San Francisco.
Han har arbetat inom ståuppkomik och har varit ett återkommande inslag i den populära amerikanska tv-showen Saturday Night Live och även medverkat i flera filmer.

## Filmer (i urval)
- 1992 - Wayne's World
- 1993 - Wayne's World 2
- 2000 - Little Nicky
- 2002 - Maskernas mästare
- 2009 - Fairly Odd Parents (röst som Schnozmo Cosma i avsnitt Agent Schnozmo)